# Pumpuri
Pumpuri (łot. Pumpuri, ros. Пумпури) – przedmieście Jurmały na Łotwie, w środkowej części kraju, ok. 10 km na północ od Rygi, nad Morzem Bałtyckim, zabudowa letniskowa i uzdrowiskowa oraz rezydencje. Stacja kolejowa i cmentarz żołnierzy Czerwonej Armii.

## Historia
Znaczna część miasta Jurmała była dawniej częścią Rygi, jednak kilka mniejszych osiedli, jak Sloka czy Ķemeri posiadały status oddzielnych miast i osiedli o charakterze uzdrowiskowym.
W okresie radzieckim Jurmała stała się jednym z najważniejszych ośrodków letniskowych i uzdrowiskowych w kraju. W 1959 nastąpiły duże zmiany administracyjne i okoliczne osiedla uzdrowiskowe zostały połączone w jedno miasto, nazwane Jūrmala. Zamożni Rosjanie nabywają tu także chętnie nieruchomości, których ceny należą do najwyższych na Łotwie.
Jurmała posiada dobre połączenia komunikacyjne z Rygą (bezpośredni szybki pociąg i liczne połączenia autobusowe), nieopodal położony jest międzynarodowy port lotniczy Ryga.